# كولن روز
كولن روز (بالإنجليزية: Colin Rose)‏ هو لاعب كرة قدم بريطاني في مركز الوسط، ولد في 22 يناير 1972 في Winsford ‏ في المملكة المتحدة. لعب مع ماكليسفيلد تاون.